# Valendas
Valendas (toponimo tedesco; in romancio Valendau ) è una frazione di 288 abitanti del comune svizzero di Safiental, nella regione Surselva (Canton Grigioni).

## Geografia fisica
Il paese si trova su una terrazza sopra il versante destro della Ruinaulta, la gola attraversata dal Reno Anteriore.

## Storia

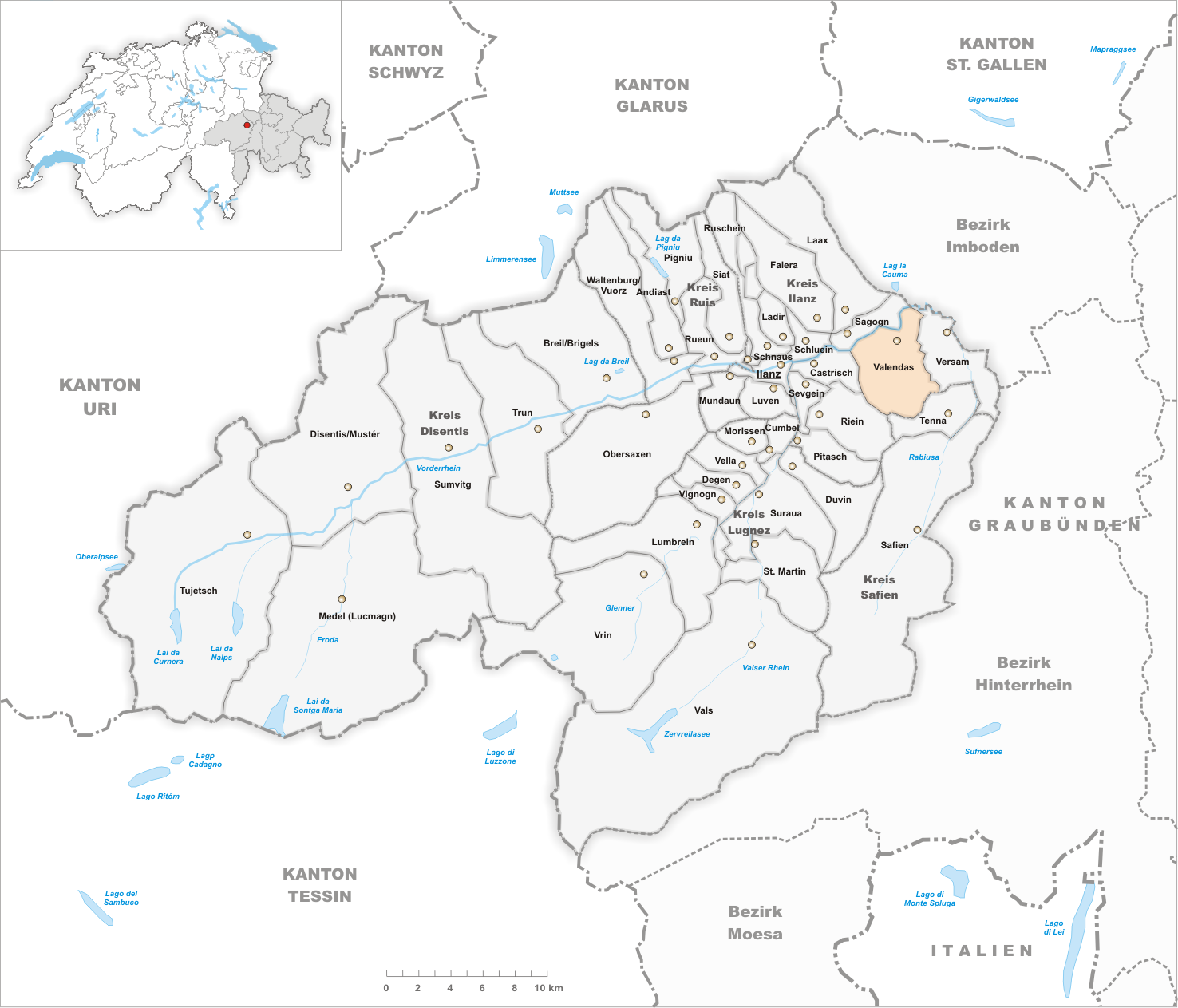
Il territorio del comune di Valendas prima degli accorpamenti comunali del 2013

Già comune autonomo che si estendeva per 22,79 km² e che comprendeva anche le frazioni di Brün, Carrera, Dutjen e Turisch, il 1º gennaio 2013 è stato aggregato agli altri comuni soppressi di Safien, Tenna e Versam per formare il nuovo comune di Safiental.

## Monumenti e luoghi d'interesse
- Chiesa riformata di San Biagio, attestata dal 1384[1];
- Rovine della fortezza di Valendas[3].

## Società

### Evoluzione demografica
L'evoluzione demografica è riportata nella seguente tabella:
Abitanti censiti

### Lingue e dialetti
Già paese di lingua romancia, è stato germanizzato da coloni walser a partire dal XIV secolo; nel 2000 il 98% della popolazione parlava tedesco, il 2% romancio.

## Infrastrutture e trasporti

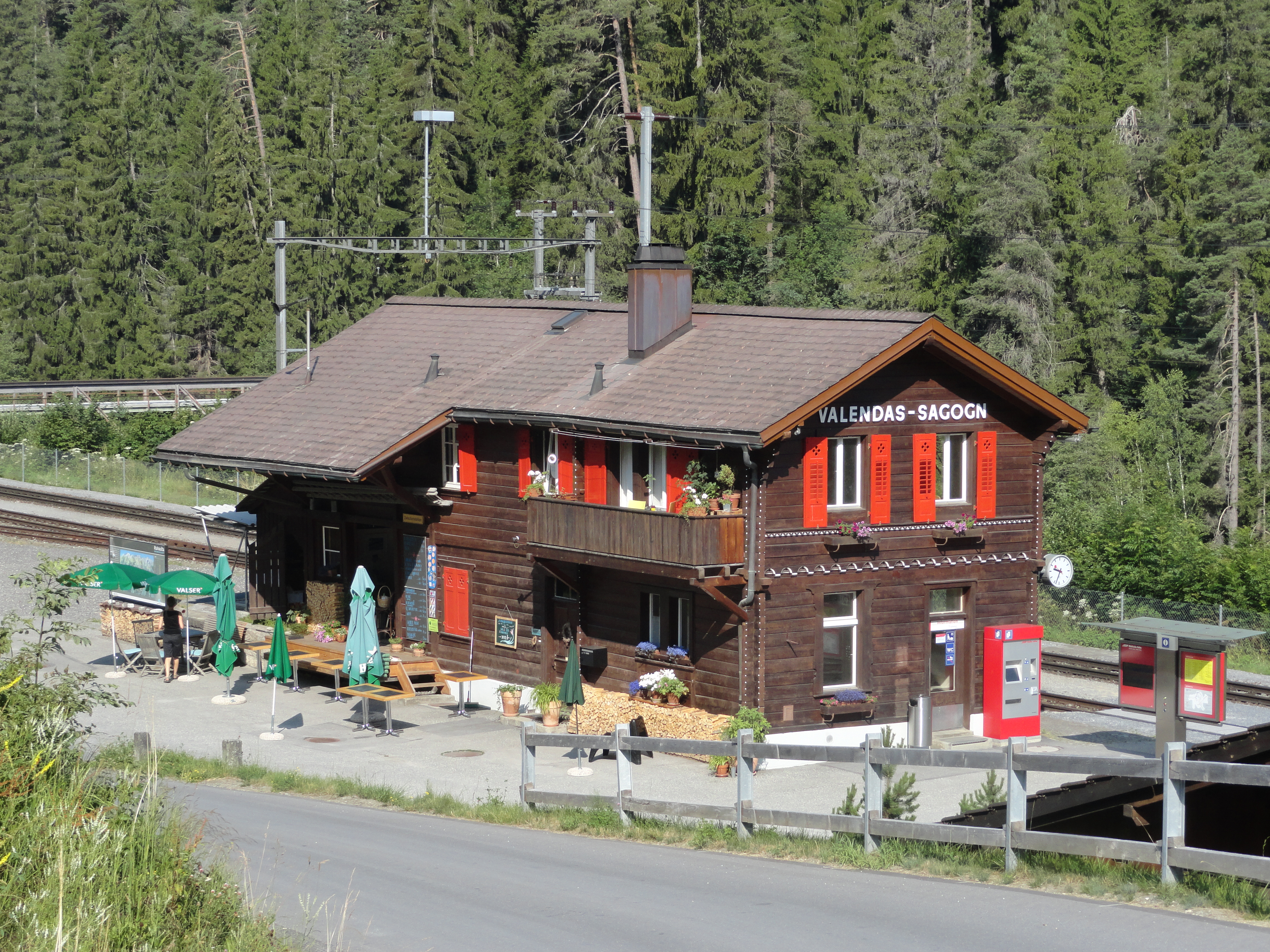
La stazione di Valendas-Sagogn

Valendas è servito dalla stazione di Valendas-Sagogn della Ferrovia Retica (linea Reichenau-Disentis).